# Marc Lévêque
Pour les articles homonymes, voir Lévêque.
Marc Lévêque, né le 25 septembre 1970 à Paris, est un neurochirurgien et auteur français.
Contributeur de plusieurs revues spécialisées, il participe également à la pédagogie au sujet de ses domaines d’expertise, la chirurgie de la douleur et la psychochirurgie, dans plusieurs grands médias,,.

## Parcours
Après une jeunesse dans plusieurs pays africains (Madagascar, Mauritanie et Djibouti), Marc Lévêque a suivi un parcours en psychiatrie, puis neurochirurgie. Il a été formé en France, en Belgique et au Canada après avoir été médecin de l’Ambassade de France en Chine. Ancien chef de clinique, praticien hospitalier à l'hôpital de la Timone, il démissionne de son poste de l'hôpital de la Salpêtrière, pointant les difficultés des médecins à l’hôpital public,, et exerce aujourd’hui à Marseille, dans le domaine de la chirurgie de la douleur et de la colonne vertébrale. Il est expert santé de l’Institut Sapiens.

## Chirurgie de la douleur
Investi dans le champ de la douleur, il milite pour un recours plus large aux techniques innovantes,,,, et plus spécifiquement la neuromodulation (stimulation médullaire, TENS, rTMS). Notamment dans le contexte actuel d'une culture prégnante du médicament,, et de la crise des opioïdes, sujet qu'il traite dans son dernier ouvrage,,,. Il met toutefois en garde sur le recours abusif à ces thérapies. Récemment, il a émis des réserves sur les modalités de l’expérimentation, prochaine, du cannabis thérapeutique,. Il est intervenu dans les médias, et au Sénat, devant la commission des affaires sociales, pour défendre l'intérêt des alternatives non-médicamenteuses dans le combat contre la douleur chronique et la nécessité de développer l'algologie en médecine libérale afin de renforcer le maillage territorial aujourd'hui insuffisant .

## Psychochirurgie
Spécialiste de l’histoire de cette spécialité controversée,,,, trois de ses articles ont été publiés dans la revue scientifique Nature,,, il dénonce le fantasme de l’hybridation entre intelligence humaine et artificielle,, et réfléchi, au côté du philosophe Emmanuel Hirsch, aux problèmes éthiques posés par la psychochirurgie.
Neurochirurgien fonctionnel, spécialisé en radiochirurgie,,, il a critiqué le recours à la psychochirurgie de type lésionnelle, en particulier dans des indications controversées comme les déviances sexuelles - ou supposés telles -, l'agressivité, la schizophrénie, les addictions, voir le bégaiement. L’un de ses papiers sur la psychochirurgie dans les troubles agressifs au Mexique sera repris par le Monde qui mènera une enquête sur place. Dans la préface de son livre « La chirurgie de l’âme » le neurologue Lionel Naccache situe la position de Marc Lévêque à un point d’équilibre : il s'oppose à ceux qui condamnent sans appel l'idée d'opérer un cerveau pour soigner le mental, tout comme à ceux qui adhèrent « de manière inconditionnelle à la primauté de la neurochirurgie pour soigner des affections dont on ignore encore aujourd'hui les mécanismes intimes ».

## Publications
- Psychochirurgie, Springer 2013, 362p  (ISBN 9782817804545), préfacé par Emmanuel Hirsch et Laurent Alexandre
- New Techniques for Brain Disorders, Springer 2014, 385p traduit en chinois (Peking University medical Press)  (ISBN 9783319345956)
- Chirurgie de la douleur, Springer 2015 (Direction d’ouvrage), 522p  (ISBN 9782817805085)
- La chirurgie de l’âme, JC Lattes 2017 (avec Dr Sandrine Cabut), 318p  (ISBN 9782709647830), Prix Alfred-Verdaguer de l'Institut de France, sur proposition de l'Académie Française[48],[49],[50]
- Libérons-nous de la douleur : les nouvelles techniques pour sortir du scandale de la douleur et du tout-médicament, Buchet-Chastel, 2022. 224p  (ISBN 978-2-283-03507-8)